# Patrick James Zurek
Patrick James Zurek (17 d'agost de 1948) és el bisbe de la diòcesi d'Amarillo, Texas, des del 22 de febrer del 2008. Zurek estudià teologia moral a Roma i serví com a capellà a l'hospital infantil Nens de Jesús durant la seva etapa com a seminarista. Fou ordenat sacerdot a Roma el 29 de juny del 1975 pel Papa Pau VI.